# باشگاه فوتبال خارطوم
باشگاه فوتبال خارطوم (انگلیسی: Khartoum NC) یک باشگاه فوتبال در شهر خارطوم، سودان است.
این باشگاه که در سال ۱۹۵۰ تأسیس شده سابقه ۶ حضور در جام کنفدراسیون آفریقا را در کارنامه دارد.